# Еленовское
Еленовское (адыг. Еленовскэр) — село в Красногвардейском муниципальном районе Республики Адыгея России. Административный центр Еленовского сельского поселения.

## Географическое положение
Расположено в 5 км. к юго-востоку от села Красногвардейского. Длина села, вытянутого вдоль автотрассы, превышает 12,5 км.

## История
Хутор Еленовка был поселен в 1881 году, в 1888 году было образовано село Еленовское, административно входившее в состав Екатеринодарского отдела Кубанской области.
В 2009 году в селе открыт православный храм. На географической карте 1902 года село указано как Еленинское.

## Экономика
- Комбикормовый завод «Красногвардейский», сельские хозяйства, кирпичный завод.

## Население
| 2002  | 2010  | 2013  | 2014  | 2015  | 2016  | 2017  |
| ----- | ----- | ----- | ----- | ----- | ----- | ----- |
| 2750  | ↘2605 | ↗2640 | ↗2659 | ↘2642 | ↗2676 | ↗2688 |
| 2018  | 2019  | 2020  | 2021  | 2023  | 2024  |       |
| ↗2693 | ↗2709 | ↗2747 | ↘2746 | ↘2725 | ↗2732 |       |

По данным Всероссийской переписи 2021 года:
| Народ               | Численность, чел. | Доля от всего населения, % |
| ------------------- | ----------------- | -------------------------- |
| русские             | 1 565             | 56,99 %                    |
| курды               | 846               | 30,81 %                    |
| армяне              | 115               | 4,19 %                     |
| азербайджанцы       | 76                | 2,77 %                     |
| цыгане              | 40                | 1,45 %                     |
| адыги               | 29                | 1,06 %                     |
| другие / не указано | 75                | 2,73 %                     |
| всего               | 2 746             | 100,0 %                    |

## Улицы
| - 8 Марта - Агиенко - Гагарина - Горького - Есина - Заречная - Калинина - Кирова | - Клубная - Комарова - Коммунаров - Кооперативная - Красная - Матросова - Мира - Молодёжная | - Московская - Октябрьская - Победы - Почтовая - Пролетарская - Свободы - Советская - Степная | - Чапаева - Чкалова - Шевелева - Школьная - Шоссейная - Щорса - Юбилейная |

## Известные уроженцы
- Есин, Иван Фёдорович (1906—1968) — участник Великой Отечественной войны, полный кавалер ордена Славы.
- Шевелёв, Николай Николаевич (1965—2000) — Герой Российской Федерации, командир батальона внутренних войск, подполковник.